# Robert Browdi
Robert Josypowycz Browdi (ukr. Роберт Йосипович Бровді), ps. Madiar – ukraiński biznesmen i żołnierz, założyciel Ptaków Madiara.
Jego pseudonim nawiązuje do miejsca pochodzenia, miasta Użhorod, znajdującego się blisko granicy z Węgrami. 
Przed wojną był lokalnym przedsiębiorcą na Zakarpaciu oraz przez pewien czas angażował się w działalność Frontu Zmian.
Po wybuchu wojny dołączył do Obrony Terytorialnej. Podczas służby zorganizował i częściowo sfinansował z własnej kieszeni oddział operatorów dronów zwanych Ptakami Madiara.
Za swoją działalność został kilkukrotnie odznaczony, w tym Orderem Bohdana Chmielnickiego III klasy.